# Spectre (album)
Spectre – album studyjny grupy Laibach, wydany 3 marca 2014 przez Mute Records.

## Lista utworów
1. "The Whistleblowers" – (3:31)
2. "No History" – (3:16)
3. "Eat Liver!" – (3:10)
4. "We Are Millions and Millions Are One" – (4:22)
5. "Eurovision" – (4:38)
6. "Walk With Me" – (3:55)
7. "Bossanova" – (3:10)
8. "Resistance is Futile" – (6:54)
9. "Koran" – (5:22)
10. "The Parade" – (4:04)
11. "Love On the Beat" – (3:20)
12. "Just Say No!" – (2:30)
13. "See That My Grave is Kept Clean" – (4:05)